# Schubert Gambetta
Schubert Gambetta (Montevideo, 14 aprile 1920 – Montevideo, 9 agosto 1991) è stato un calciatore uruguaiano di ruolo difensore, campione del mondo nel 1950 con la Nazionale uruguaiana.

## Carriera
Gambetta trascorse la maggior parte della sua carriera al Nacional di Montevideo, con cui vinse 10 campionati uruguaiani. Giocò anche in Colombia con il Cúcuta Deportivo nel 1949 e chiuse la carriera con il Mar de Fondo nel 1960.
Conta 36 presenze e 3 gol con la Nazionale uruguaiana, con cui esordì il 9 febbraio 1941 contro l'Ecuador (6-0).
Fece parte della selezione che vinse i Mondiali nel 1950, dove disputò 2 partite del girone finale, e di quella che conquistò il Campeonato Sudamericano de Football nel 1942.
È stato convocato anche per il Campeonato Sudamericano de Football nel 1941 (secondo posto dietro l'Argentina), nel 1945 (4º posto) e nel 1947 (3º posto). Segnò una rete in tutte le edizioni ad eccezione del 1945, quando fu espulso per ben due volte.
Fu anche autore di un gesto di fair play: il 5 settembre 1948, nel derby con il Peñarol, l'arbitro assegnò un rigore, espellendo anche un giocatore del Peñarol; Gambetta ritenne ingiusta l'espulsione e sbagliò volontariamente il rigore.

## Palmarès

### Club

#### Competizioni nazionali
- Campionato uruguaiano: 10

Nacional: 1940, 1941, 1942, 1943, 1946, 1947, 1950, 1952, 1955, 1956

### Nazionale
- Campeonato Sudamericano de Football: 1

Uruguay 1942
- Campionato mondiale: 1

Brasile 1950